# Mike Rotunda
Lawrence Michael „Mike“ Rotunda (* 30. März 1958 in St. Petersburg, Florida) ist ein ehemaliger US-amerikanischer Wrestler, der vor allem als Tag-Team-Wrestler unter seinem Ringnamen Irwin R. Schyster oder abgekürzt I.R.S. bekannt ist. Rotunda hielt neben anderen Wrestlingtiteln fünfmal den World-Tag-Team-Titel der World Wrestling Federation (WWF; heute WWE).

## Karriere

### 1981–1987
Nach dem Abschluss an der Syracuse University begann Rotunda 1981 seine Karriere bei Florida Championship Wrestling. Dort bildete er mit seinem Schwager Barry Windham ein Tag Team. 1984 wechselten sie zur World Wrestling Federation und traten dort als U.S. Express an. Nach einem Sieg über Dick Murdoch und Adrian Adonis konnten sich Rotunda und Windham erstmals die WWF World Tag Team Titel sichern. Anschließend begann eine Fehde mit The Iron Sheik und Nikolai Volkoff, die mit dem Titelverlust des U.S. Express bei Wrestlemania I endete. Im Juni 1985 gewann sie gegen Brutus Beefcake und Greg Valentine zum zweiten Mal die WWF World Tag Team Titel. Nachdem Windham die WWF verlassen hatte, bildete Mike Rotunda ohne größeren Erfolg ein Tag Team mit Dan Spivey.

### 1987–1991
1987 verließ Rotunda die WWF und kehrte zu Florida Championship Wrestling zurück, wo er deren Titel NWA Florida Heavyweight Championship errang. Im nächsten Jahr wechselte er innerhalb der National Wrestling Alliance  zu Jerry Crockett Promotions. Dort bildete er mit Kevin Sullivan und Rick Steiner den Varsity Club, ein Stable mit einem Ringerhintergrund. Später stießen noch Dan Spivey und Steve Williams hinzu. Mit Letzterem gewann Rotunda die NWA World Tag Team Titel. 1988 errang er als Einzelwrestler den NWA World Television Title, welchen er knapp ein Jahr später an Sting weitergeben musste.

### 1991–1995
1991 kehrte Rotunda zur WWF zurück, wo er ein neues Gimmick erhielt, das ihn eindeutig als Heel definierte: Irwin R. Schyster, dessen Initialen IRS die Abkürzung der US-amerikanischen Steuerfahndung sind, war laut der erfundenen Biographie ein ehemaliger Steuereinnehmer des Internal Revenue Service und beschimpfte Gegner wie Publikum als „Taxcheaters“ (Steuerbetrüger). Diese unsympathische Figur bildete mit ihrem Tag-Team-Partner, dem ebenso polarisierenden „Million Dollar Man“ Ted DiBiase, das Tag-Team Money Inc., das insgesamt dreimal die WWF-Tag-Team-Titel erhielt. Nach dem verletzungsbedingten Karriereende von DiBiase trat Mike Rotunda als Einzelwrestler auf. In dieser Zeit hatte er Fehden gegen Razor Ramon, dessen Goldkettenschmuck er laut Storyline besteuern wollte, Tatanka, von dem er Schenkungssteuer für einen von Wahoo McDaniel und Chief Jay Strongbow überreichten Häuptlingskopfschmuck verlangte, und The Undertaker, bei dem Schyster den Inhalt der Urne wissen und besteuern wollte. Nach einer realen Rückenverletzung in einem Match gegen Lex Luger verließ Rotunda die WWF.

### 1995–2020
Von 1995 bis 2000 stand Rotunda bei World Championship Wrestling unter Vertrag, konnte aber nicht an seine früheren Erfolge als Irwin R. Schyster anknüpfen. Danach war er in Japan aktiv, wo er zunächst an der Seite von Steve Williams die Real World Tag League von All Japan Pro Wrestling gewinnen durfte und anschließend seine Karriere bei IWA Japan ausklingen ließ, wo er 2004 seinen Rücktritt bekannt gab, um mit seiner Frau eine Sicherheitsfirma zu führen.
Ab 2006 stand Rotunda wieder bei World Wrestling Entertainment unter Vertrag, meist hinter den Kulissen. Bei der Jubiläumssendung zum fünfzehnjährigen Bestehen der WWE-Hauptfernsehsendung Raw am 10. Dezember 2007 nahm er als Irwin R. Schyster an einer Battle Royal teil, bei der Schyster sich den Sieg schließlich von seinem ehemaligen Tag-Team-Partner Ted DiBiase abkaufen ließ, eine Anspielung auf dessen Erwerb des WWF World Heavyweight Titels von André the Giant fast zwanzig Jahre zuvor. Am 15. April 2020 gab WWE bekannt, das Mike Rotunda entlassen wurde, wahrscheinlich, um Kosten zu sparen aufgrund des zu der Zeit in den USA wütenden Coronavirus (SARS-CoV-2).

## Privatleben
Rotunda ist mit Stephanie, einer Tochter des WWE-Hall-of-Fame-Mitglieds Robert Deroy Windham sowie Schwester der ehemaligen Wrestler Barry und Kendall Windham, verheiratet. Der Ehe entstammen die beiden Söhne Windham und Taylor, die unter den Ringnamen Bray Wyatt und Bo Dallas ebenfalls aktive Wrestler wurden, sowie die Tochter Mika.